# Hillary's America: The Secret History of the Democratic Party
Hillary's America: The Secret History of the Democratic Party is een Amerikaanse politieke documentaire uit 2016 geregisseerd door Dinesh D'Souza, die gelijktijdig met de film ook een boek met dezelfde titel uitbracht, en Bruce Schooley.

## Productie
De film kreeg slechte recensies omdat recensenten hem eenzijdig vonden en er volgens hen te veel gebruik werd gemaakt van complottheorieën. Desondanks wist de film 13 miljoen dollar binnen te halen, waarmee het de meest bezochte documentaire van 2016 was. De film won vier Razzies onder andere voor slechtste film, slechtste regie en slechtste acteur voor D'Souza, die deze via een videoboodschap in ontvangst nam.